# Blauglockenbaum
Der Blauglockenbaum (Paulownia tomentosa, Syn.: Paulownia imperialis), auch Kaiserbaum, Kaiser-Paulownie oder Kiri-Baum (nach dem japanischen Namen Kiri für das Holz) genannt, ist eine Pflanzenart aus der Gattung der Paulownien (Paulownia), die wiederum die monotypische Familie der Blauglockenbaumgewächse (Paulowniaceae) innerhalb der Ordnung der Lippenblütlerartigen (Lamiales) bildet.

## Vorkommen
Der Blauglockenbaum ist in Zentral- und Westchina beheimatet. Er wird aber weit darüber hinaus in Korea, Japan, Nordamerika und Europa als Zierbaum und zur Holznutzung kultiviert, insbesondere in Regionen mit warmem Klima, wo er auch als invasive Art vorkommt.
Der Baum stellt keine besonderen Ansprüche an den Boden; er bevorzugt nicht zu arme, mäßig trockene Böden. Ein warmer, windgeschützter Standort in sonniger Lage ist wichtig für den Blauglockenbaum. In der Jugend ist er frostempfindlich und benötigt Winterschutz durch Einbinden mit Stroh oder Frostschutzmatten. Nach dem Rückschnitt der erfrorenen Triebe erfolgt ein starker Neuaustrieb. Später ist der Blauglockenbaum winterhart. Der Baum kann sich aus kleinen Ritzen in Mauern und Pflaster entwickeln.

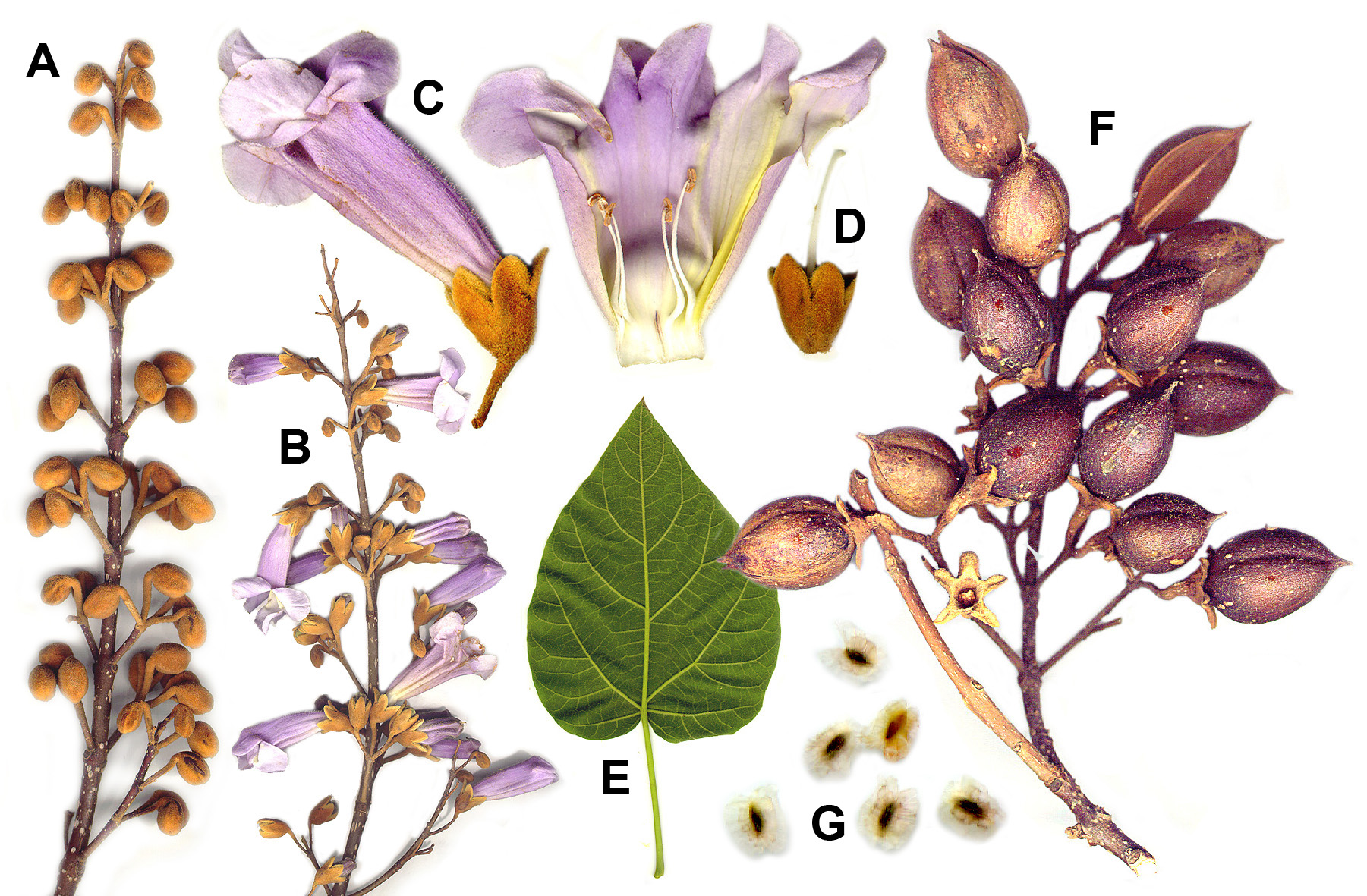
Paulownia tomentosa, Illustration

## Beschreibung

### Vegetative Merkmale
Der Blauglockenbaum ist ein sehr schnell wachsender, oft reich verzweigter, sommergrüner, laubabwerfender Baum mit durchschnittlicher Wuchshöhe von ca. 15 m, er kann aber um einiges höher werden; 20–30 m, vereinzelt sogar bis gegen 50 m. Er bildet einen geraden, üblicherweise etwa 30–60 cm dicken Stamm, der bis zwei Meter im Durchmesser erreichen kann, dicke Äste und eine breite, lichte Krone. Die Borke ist bei älteren Bäumen leicht rissig und grau-braun, bei jungen ist sie glatt und die Lentizellen sind als helle Punkte gut sichtbar. Die jungen Zweige besitzen klebrige Drüsenhaare.

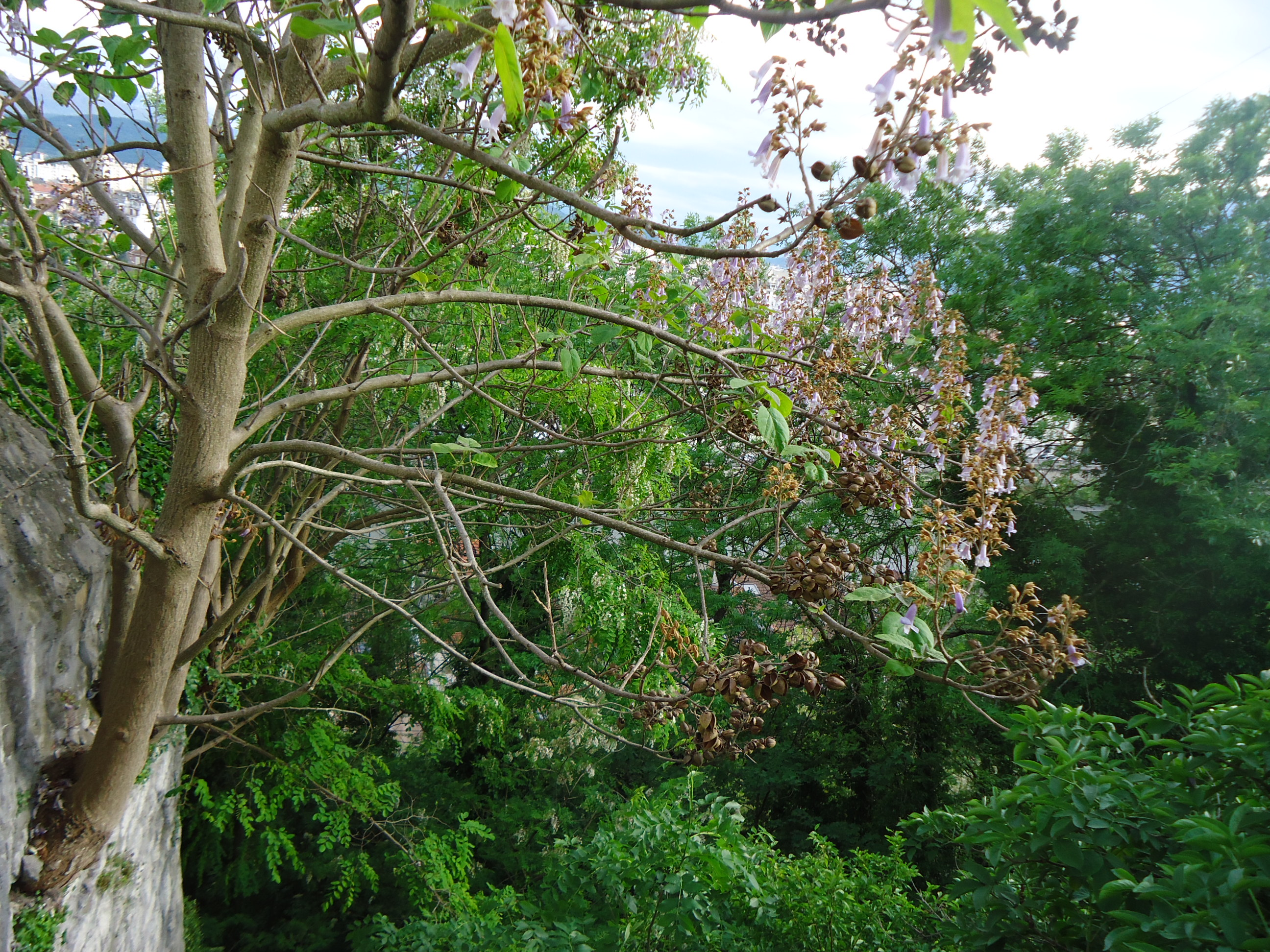
Der Blauglockenbaum kann sich in Mauerritzen entwickeln. Grenoble, Frankreich, April 2016.

Auffällig sind die gegenständig oder wirtelig in kleinen Gruppen angeordneten, durchschnittlich 15–30 cm langen und 10–20 cm breiten, herz- bis breiteiförmigen Laubblätter (bei jungen Pflanzen und bei jenen am Stockausschlag sind sie bis zu 90 cm lang). Die langen Blattstiele sind rauhaarig und bis 20 cm lang. Die weichen Blätter sind obseits matt dunkelgrün und spärlich behaart, unterseits hellgrün sowie kurz und samtig behaart. Die Blätter sind spitz oder zugespitzt bis stumpf, die Ränder variieren von ganzrandig an älteren Pflanzen und bei jungen auch grobgezähnt und/oder mit drei bis fünf entfernten Spitzen. Die jungen Blätter besitzen klebrige Drüsenhaare.

### Generative Merkmale

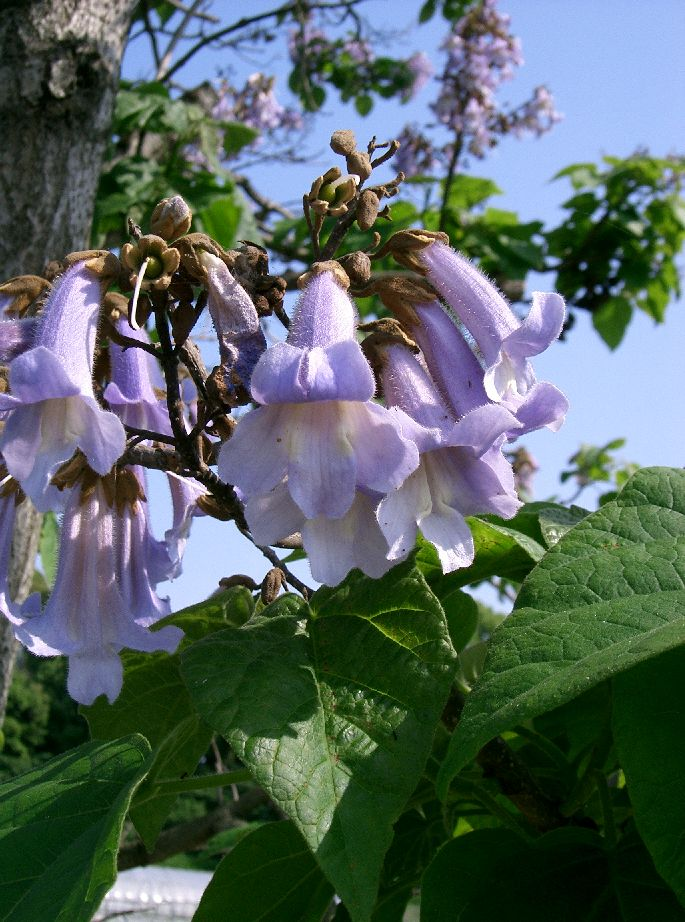
Blütenstand

Die behaarten Knospen sind orange-bräunlich. Von April bis Mai vor dem Blattaustrieb erscheinen die zwittrigen, gestielten und stark nach Vanille duftenden und fünfzähligen Blüten. Sie erscheinen an endständigen, aufrecht verzweigten, bis zu 40–50 cm hohen, gestielten traubigen und pyramidalen Blütenständen. Der rostbraune, glockenförmige, spitzig bis abgerundet, ungleich fünflappige, bis etwa 1,5–2 cm lange Kelch, ist außen und innen flaumig behaart. Die länglich-glockenförmigen, hellrosa, violett- bis blauvioletten auch weißen Blüten sind 5–7 cm lang. Im Schlund mit gelben sowie weißlichen Streifen, auch teils mehr oder weniger violett gestreift und gesprenkelt. Die außen behaarte Krone ist fünflappig, oben zwei, unten drei, die längsgerippte Kronröhre ist bis etwa 5 cm lang und 1,5 cm breit, die ausladenden, rundlichen Läppchen sind etwa 1,5 cm lang. Die ausgebreiteten Blüten haben etwa einen Durchmesser von 4,5 cm.
Der zweikammerige, gelbliche, feinhaarige Fruchtknoten ist oberständig und etwa 5 mm lang, mit weißem, etwa 2 cm langem Griffel und kopfiger, weißer „Röhrennarbe“. Die Samenanlage ist unitegmisch und anatrop. Es sind vier, je zwei ungleich lange, bis ca. 2,5 cm lange, eingeschlossene Staubblätter mit weißen Staubfäden und beigen Staubbeuteln vorhanden.
Die eiförmige, vierkammerige, rückenspaltige Kapselfrucht mit Schnabelspitze und vier mittigen Längsrillen ist etwa 2,5–4,5 cm lang und bis 2,5 cm breit. Sie ist zuerst hellgrün, kurz rauhaarig und klebrig, später dann trocken und braun, sie bleibt bis zur nächsten Blüte (über den Winter; Wintersteher) am Baum. Das holzige Perikarp ist etwa einen Millimeter dick. Eine Frucht enthält 1000–2000 sehr leichte, bräunliche, kleine, flache und etwa 1,5 mm lange, geflügelte Samen, mit Flügeln ist die Länge ca. 3–4 mm. Die facherförmig gefalzten Flügel sind weißlich, durchscheinend häutig und mehrlagig. →Windflieger (Meteorochorie).
Die Tausendkornmasse beträgt nur 0,15–0,2 g. Die Mannbarkeit liegt bei 4–5 bis 8–10 Jahren.
Der Baum ist anhand der Blütenstände, der nussförmigen Kapselfrüchte sowie der samtig rotbraunen Behaarung der Zweigspitzen leicht zu erkennen. Er wird jedoch aufgrund des ähnlichen Blattschmucks häufig mit dem Trompetenbaum oder in der Blüte mit den Jacaranda-Bäumen verwechselt.
Der Blauglockenbaum verfügt über spezielle Ausscheidungsdrüsen und Drüsenhaare (Trichome), die Schleimstoffe absondern, welche Insekten, vor allem Ameisen, anlocken. Diese dienen dann dem Baum als Schutz vor Pflanzenfressern.
Die Chromosomenzahl beträgt 2n = 40.

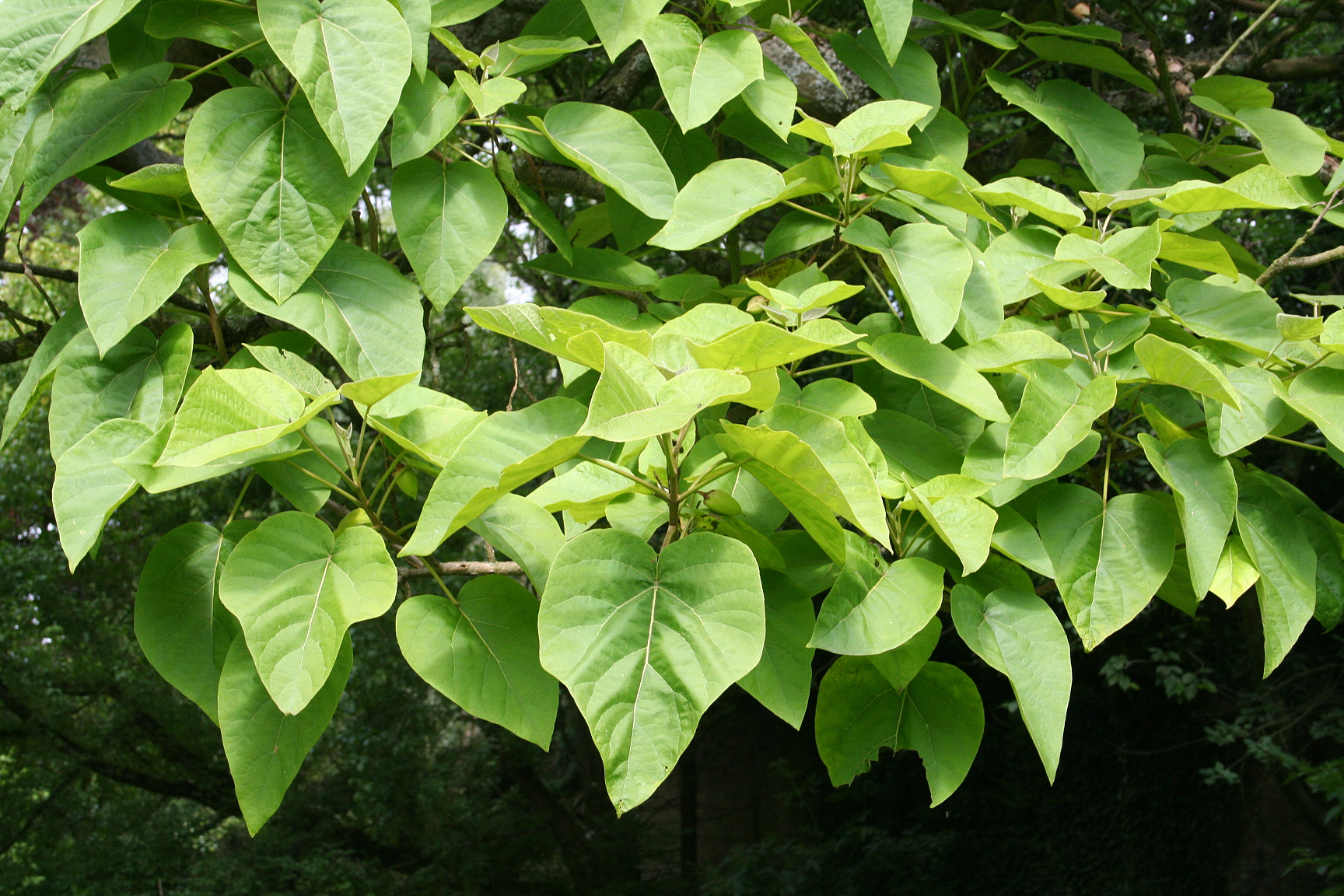
Blätter
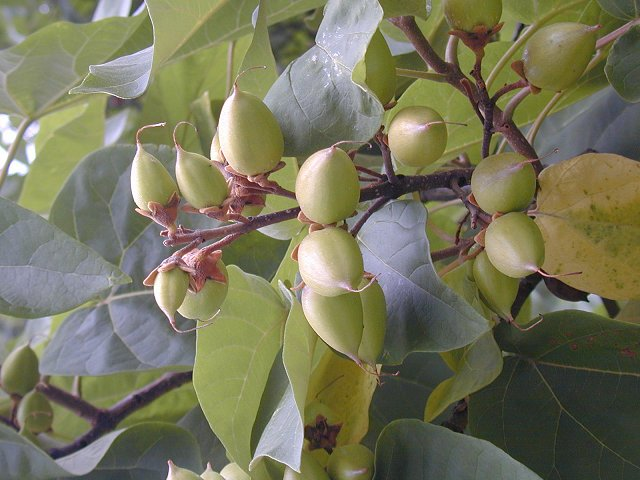
Unreife Früchte
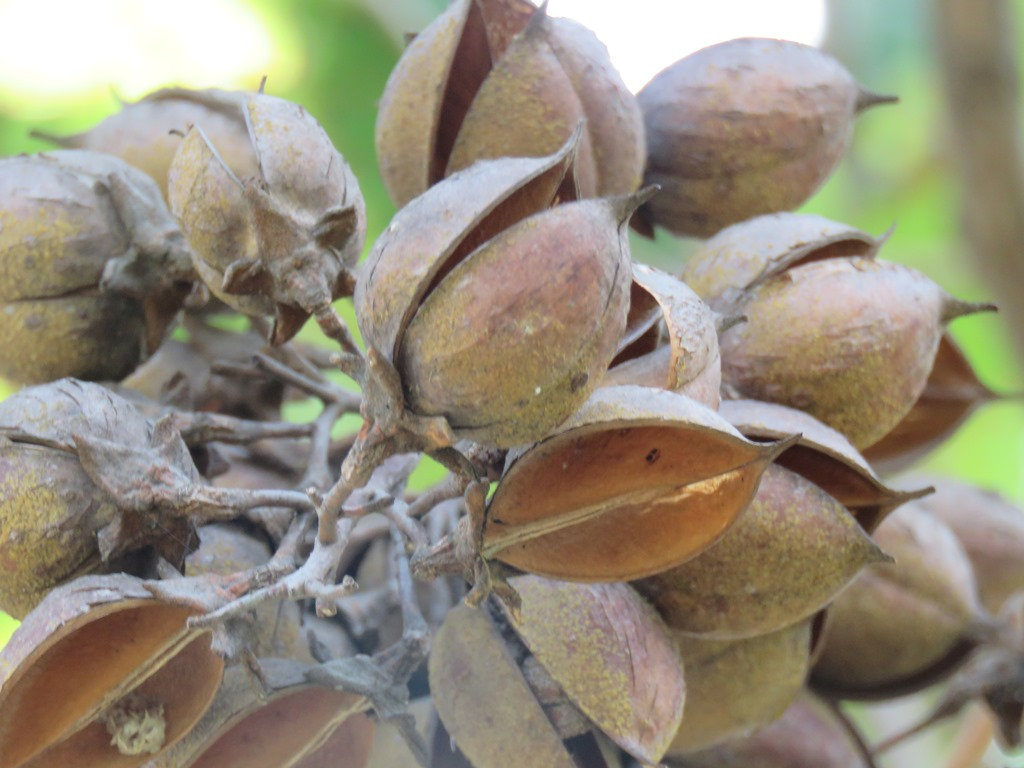
Geöffnete holzige Kapselfrüchte
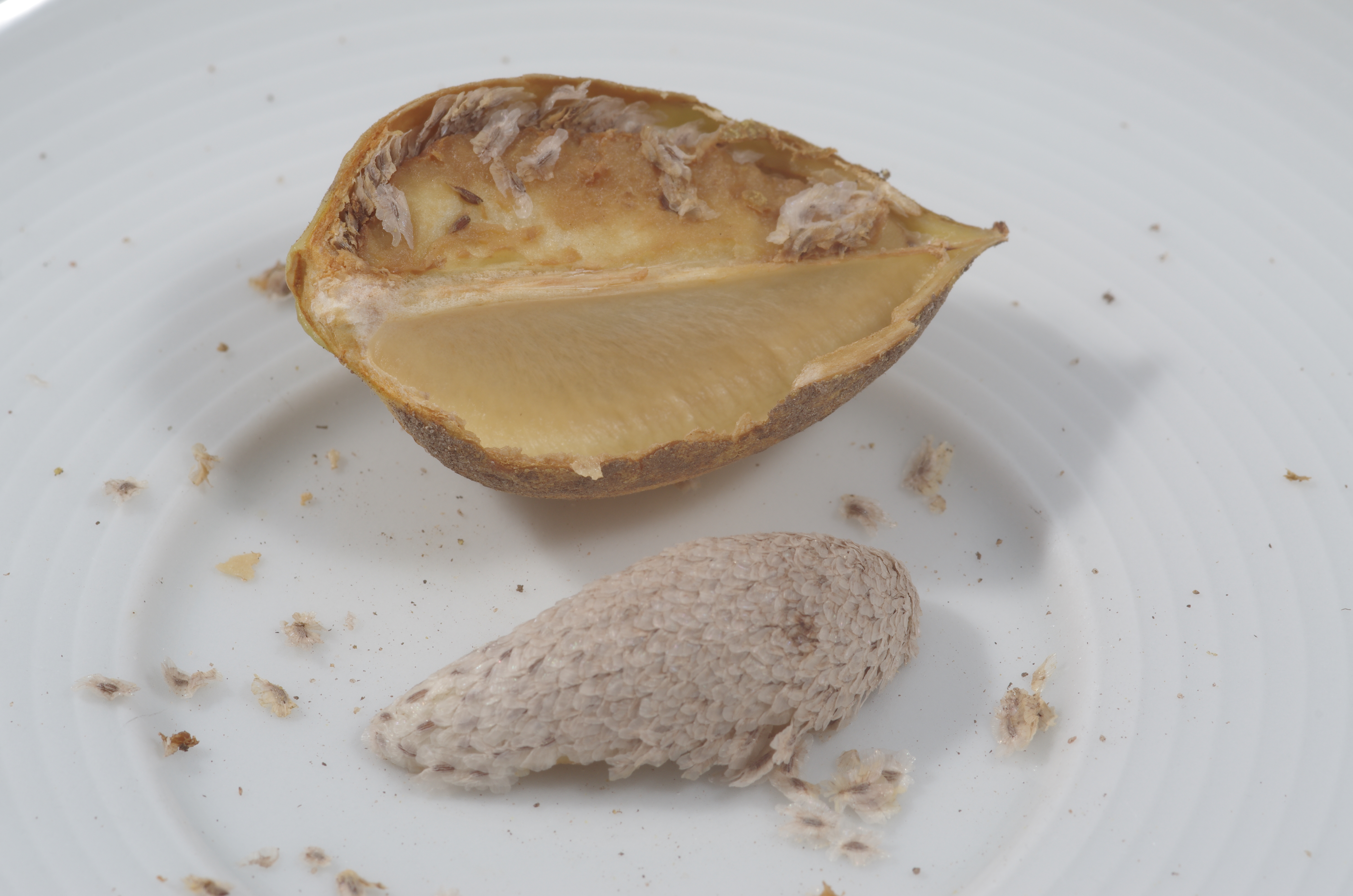
Frucht (aufgeschnitten) und Samen
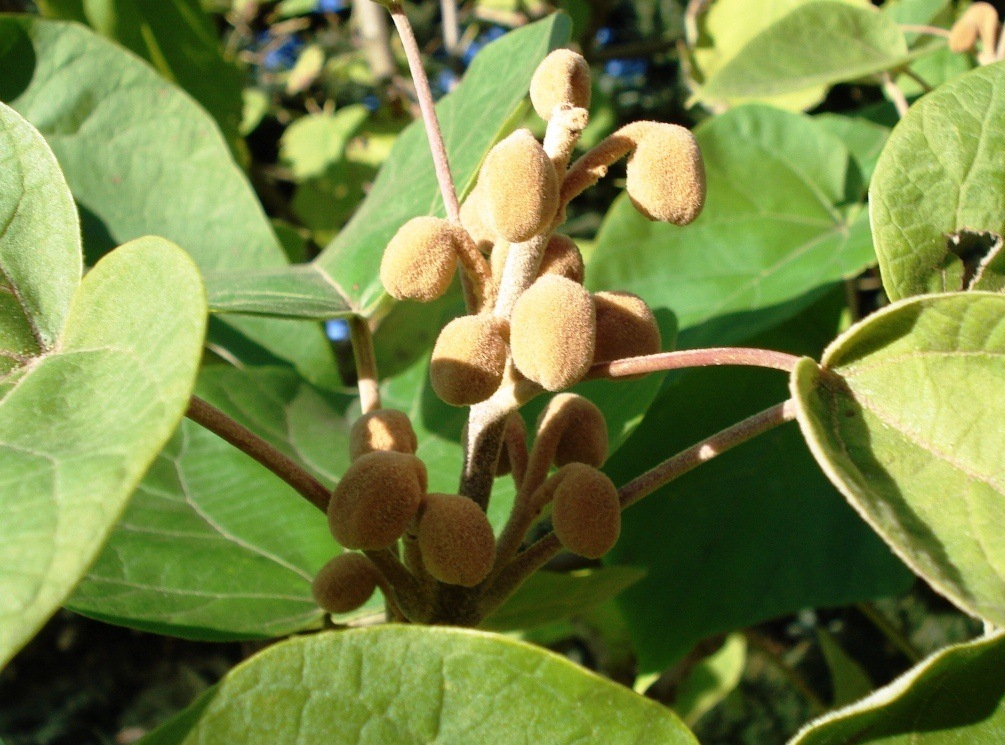
Blütenknospen (im Herbst des Vorjahres)
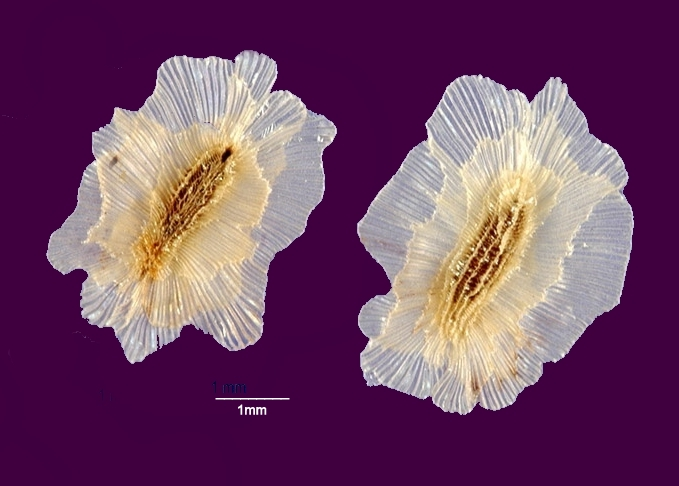
Geflügelte Samen von Paulownia tomentosa
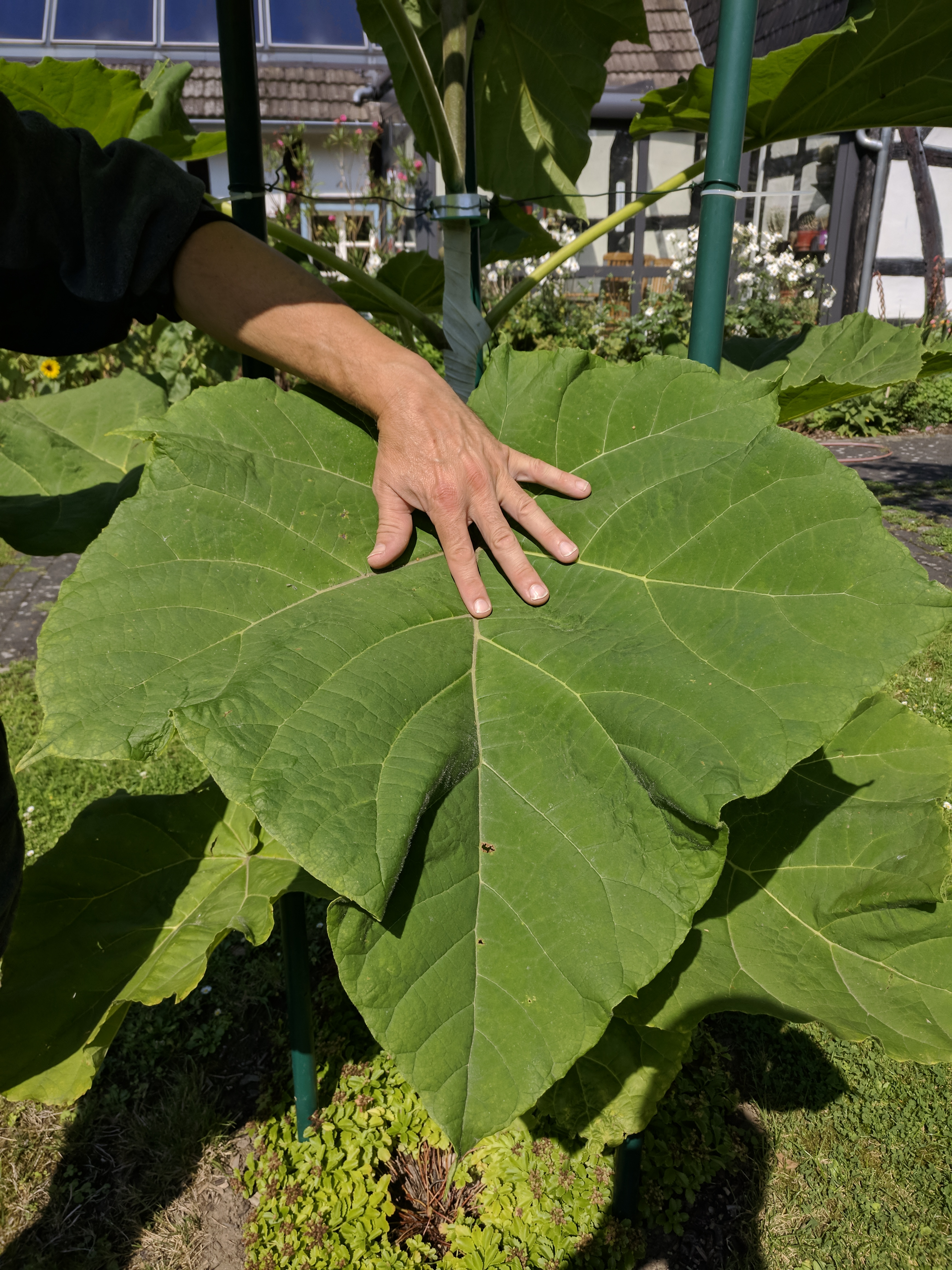
Blatt eines jungen Blauglockenbaumes

## Inhaltsstoffe
Der Blauglockenbaum enthält Verbascosid. Hierbei handelt es sich um eine glykosidische Verbindung mit Glucose und Rhamnose als Zuckerkomponente sowie mit einem 3,4-Dihydroxyphenyl-1-hydroxyethanol- und einem Kaffeesäure-Rest am Glucose-Baustein.

## Nutzung

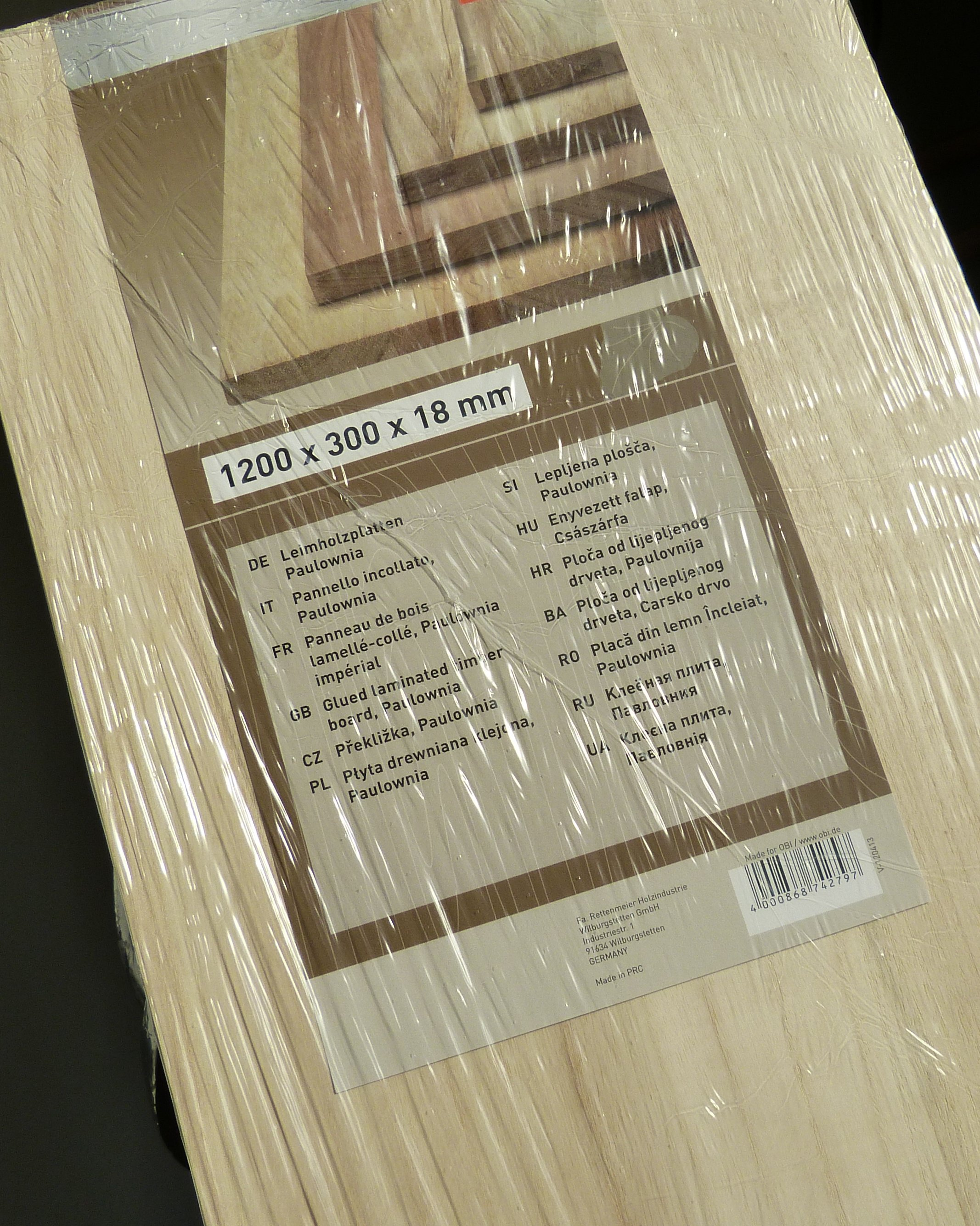
Leimholzplatte aus Holz von Paulownia

Das helle und nicht beständige Holz ist leicht (200 bis 300 Kilogramm je Kubikmeter), schwer entflammbar, es isoliert gegen niedrige Temperaturen, ist trotz der hohen Wachstumsraten vergleichsweise stabil und optisch ansprechend. Es wird verwendet für Möbel, Surfboards oder Tischtennisschläger. Bei letzteren werden die Kernfurniere in diesem Kontext meist japanisch Kiri genannt. In Japan werden aus Kiri-Holz traditionell feuersichere Schränke für Kimonos geschreinert.
Wegen der Klangholz-Eigenschaften wird das Paulownia-Holz auch für Musikinstrumente verwendet, etwa bei der traditionellen Mondgitarre und im Korpus von Elektrogitarren.
Bereits in den 1980er Jahren forschten Wissenschaftler an der landwirtschaftlichen Verwertbarkeit, weil die Bäume (vor allem im ersten Jahr) rasch wachsen. Das Wachstum beträgt bis zu zwei Meter pro Jahr. Damit gehört der Kiri-Baum zu den schnellwachsenden Bäumen. Mitunter wird er als der weltweit schnellstwachsende Baum bezeichnet.

## Geschichte
Der Würzburger Naturforscher, Arzt und Japanologe Philipp Franz von Siebold brachte den Blauglockenbaum im 19. Jahrhundert nach Europa. Siebold stand in niederländischen Diensten und benannte den Baum nach der niederländischen Kronprinzessin und späteren Königin Anna (Pawlowna), die eine Tochter des russischen Zaren Paul I. war.
Der Blauglockenbaum wurde zum Lieblingsbaum von Kaiser Franz Joseph. Viele der Bäume, die heute in allen Ländern des ehemaligen Österreichischen Kaiserreichs stehen, sind aufgrund seiner Anordnung dort gepflanzt worden. Damit ist auch die Häufung von Blauglockenbäumen in den Zentren der ehemaligen Monarchie (z. B. Baden, Schönbrunn) erklärbar.

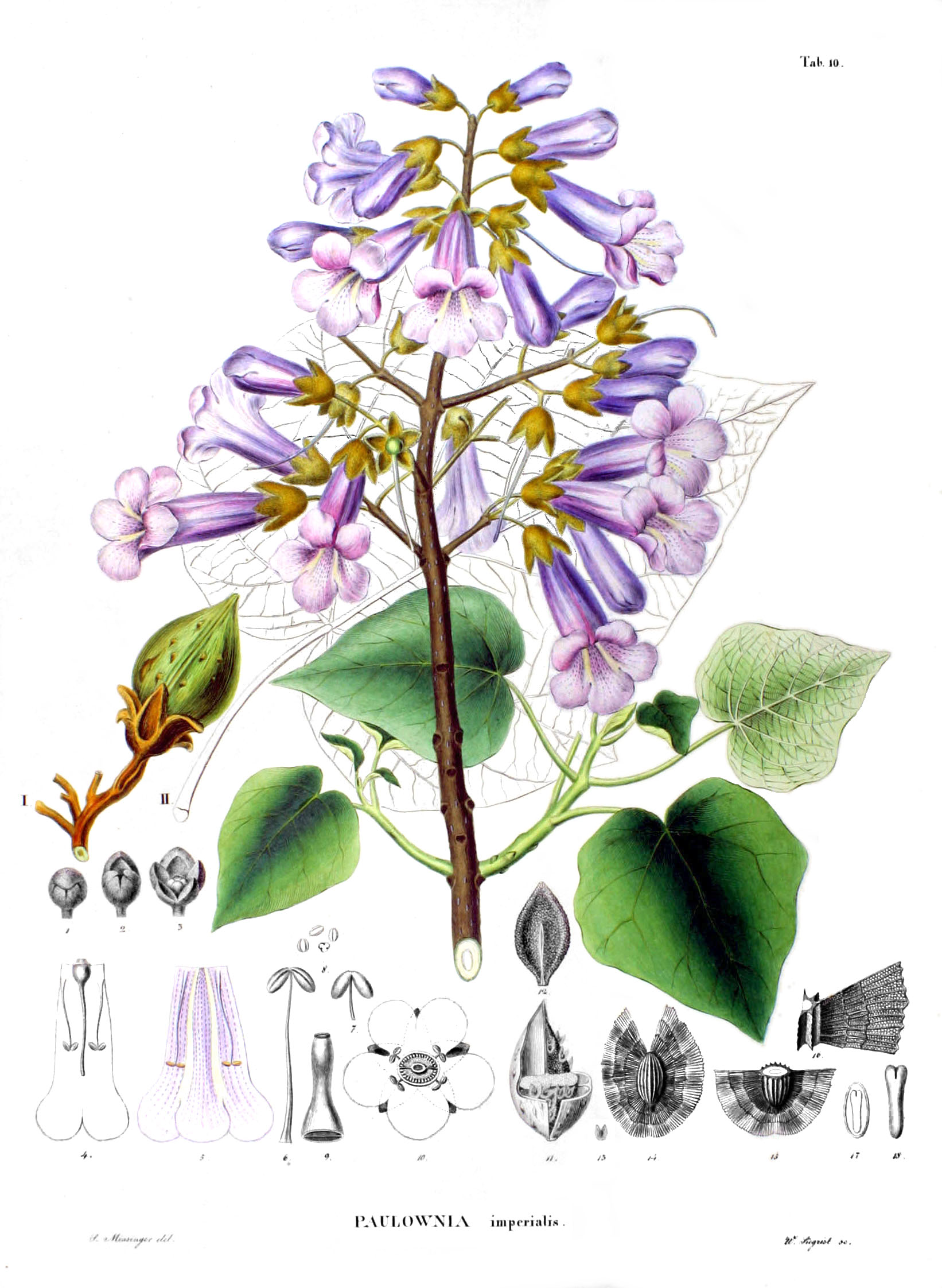
Siebolds Originalzeichnung

Japanisches Kabinettswappen (Go-Shichi no Kiri)

Der Blauglockenbaum war Teil einer Vielzahl von japanischen Wappen (mon), darunter eine Variante – Go-Shichi no Kiri („Fünf-sieben-er Kiri“, jap. 五七の桐) genannt – mit drei geäderten Blättern und zwei 5-teiligen sowie einer 7-teiligen Blüte, die neben der Chrysantheme vom japanischen Kaiserhaus geführt wurde. Heute bildet diese das Wappen des Premierministers und seines Kabinetts.
Einige Blauglockenbaum-Sorten vereinen schnelles Wachstum und geraden Stammwuchs und können begehrtes Edelholz liefern. Die kommerzielle Wertholzerzeugung wurde Gegenstand von Geldanlagen. Bei Pflanzungen in Australien blieb die Rendite auf Grund von Pflanzenkrankheiten und Buschfeuern jedoch weit hinter den Erwartungen zurück. Viele Personen verloren ihr angelegtes Geld.

## Neophyt
In der Schweiz wurde der Blauglockenbaum auf die „Liste der potenziell invasiven gebietsfremden Arten“ gesetzt. Im Frühjahr 2024 wurde die Art neben z. B. Kirschlorbeer oder Schmetterlingsflieder vom Schweizer Bundesrat in den Anhang 2.2 der Freisetzungsverordnung aufgenommen, wodurch ihr Verkauf, ihr Verschenken oder ihre Einfuhr in der Schweiz seit 1. September 2024 als „invasive gebietsfremde Pflanze“ verboten ist.